# Tiutkî (Luka-Meleșkivska), Vinnîțea
Tiutkî (în ucraineană Тютьки) este un sat în comuna Luka-Meleșkivska din raionul Vinnîțea, regiunea Vinnița, Ucraina.

## Demografie
Componența lingvistică a localității Tiutkî
     Ucraineană (97,63%)
     Rusă (1,53%)
     Alte limbi (0,68%)
Conform recensământului din 2001, majoritatea populației localității Tiutkî era vorbitoare de ucraineană (97,63%), existând în minoritate și vorbitori de rusă (1,53%).